# Факультет іноземних мов Львівського національного університету імені Івана Франка
Факультет іноземних мов — структурний підрозділ Львівського національного університету імені Івана Франка. Деканом факультету є Бораковський Любомир Адамович.
Адміністрація факультету [Архівовано 7 жовтня 2015 у Wayback Machine.]

## Структура
Зараз на факультеті працює 9 кафедр:
- Кафедра англійської філології [Архівовано 29 вересня 2020 у Wayback Machine.]

Кафедра англійської філології, хоча вже існувала між двома світовими війнами, була створена як окрема адміністративна одиниця факультету в 1950 році. За свою піввікову історію вона стала центром підготовки висококваліфікованих спеціалістів — викладачів та науковців. Від часу свого заснування завідувачами кафедри були проф. М. Рудницький (перший завідувач), доц. П. Зеленський, доц. Л. Кузнєцова, доц. О. Цьовх. Вони розвинули кращі традиції іноземної філологічної науки і виховали цілу плеяду молодих спеціалістів-філологів. Доценти кафедри складають основу професійної групи фахівців (Professional Development Team) при Центрі Британської Ради у Львові, читають лекції, проводять семінари для вчителів західного регіону України, обмінюються досвідом із колегами з центральних та східних областей. Більшість членів кафедри беруть участь у міжнародних організаціях викладачів англійської мови IATEFL i TESOL. У 1995 та 1999 роках колектив кафедри організував проведення міжнародних конференцій з питань викладання англійської мови як іноземної. Випускники кафедри англійської філології обіймають посади завідувачів кафедр іноземних мов у навчальних закладах Львова, Луцька, Дрогобича, Тернополя, Хмельницького, Рівного та інших міст України, працюють в університетах Канади, США, Польщі, виконують дипломатичні місії у Франції, Швейцарії, США. Студенти-англісти неодноразово посідали призові місця на Всеукраїнських конкурсах наукових робіт і олімпіадах.
- Кафедра німецької філології [Архівовано 30 вересня 2020 у Wayback Machine.]

Кафедра німецької філології — важливий центр германістики в Україні. Її історія бере свій початок з 1784 року, коли професор Леопольд Умляуф заснував перший германістичний семінар у Львівському університеті. Германістичні традиції продовжили визначні мовознавці та літературознавці того часу: професори Глох, Цвіклінський, Вернер, Дольмаєр, доктори Зауер, Шац. Визначною подією для Львівської германістики була навчальна і наукова діяльність Є. Куриловича — генератора нових ідей у галузі загального, історичного та германського мовознавства. Ці традиції продовжили і розвинули нові післявоєнні покоління українських германістів на чолі з професором Б. Задорожним, наукова діяльність якого охоплює практично всі ділянки мовознавства. Завдяки педагогічній та науковій діяльності професорів і доцентів Б. Задорожного, І. Гузар, М. Роздольського, С. Кащій, А. Мюллер, Ф. Шумиляка, М. Свєнціцької, М. Яцикевич, С. Пелиньо, В. Возниці, О. Винницької, П. Курка, О. Скрипій, О. Ріпецької кафедра німецької філології стала однією з провідних в Україні.
- Кафедра французької філології [Архівовано 21 вересня 2020 у Wayback Machine.]

Кафедра французької філології з викладанням також італійської, іспанської, португальської та каталанської мов, була заснована у 1897 році. До творення її історії долучилися такі вчені, як Е. Порембович — фундатор кафедри романської філології, Є. Курилович, З. Черни, К. Ярецький, Т. Бой-Желенський. Протягом тривалого часу кафедру очолював О. Домбровський — відомий учений з історії романських та класичних мов, літературний критик, дантезнавець, перекладознавець. У післявоєнний період на кафедрі сформувався колектив молодих викладачів, які збагатили наукові й навчальні традиції кафедри новими дослідженнями. Серед них: І. Обухівська, С. Палятинська, О. Тимофеєва, М. Войтюк, С. Волощак. Кафедра готує спеціалістів з французької та іспанської (єдина в західному регіоні України) мов і літератур. У 1998 році при кафедрі було відновлено викладання італійської мови як другої іноземної. Особливістю кафедри французької філології є те, що вона забезпечує викладання французької та іспанської мов не лише студентам факультету іноземних мов, але й усім іншим факультетам університету. За підтримки кафедри французької філології у Львові було створено товариство «Альянс Франсез». 1 січня 2023 року кафедра отримала назву "Кафедра французької та іспанської філологій".
- Кафедра класичної філології [Архівовано 1 жовтня 2020 у Wayback Machine.]

Кафедра класичної філології є однією з найдавніших. Її традиції сягають XVII ст., розквіт припадає на кінець ХІХ ст., а вершиною діяльності кафедри стає ХХ ст. Саме на цей час на кафедрі працювали такі вчені зі світовим іменем, як Л. Цвіклінський, Є. Ковальський, Т. Сінко, Р. Ганшинець, Є. Мантойфель, Є. Курилович, С. Вітковський. У післявоєнний період завідувачами кафедри були В. Пастущин, М. Білик, Й. Дідик, Й. Кобів, В. Маслюк, Р. Оленич. Ці вчені відіграли велику роль у формуванні наукової школи з різнобічним вивченням античних мов, що збагатило світову класичну філологію. На львівський період (1953-1964) припадає розквіт наукової творчості професора С. Лур'є — всесвітньовідомого вченого. Значне місце в роботі кафедри класичної філології посідає перекладацька діяльність. Тут виникла школа художнього перекладу, що має глибокі та міцні традиції. Її видатними представниками є М. Білик, Ю. Мушак, Й. Кобів, В. Маслюк, Ю. Цибко. Випускники відділу класичної філології отримують спеціальність «Класична філологія. Викладач старогрецької та латинської мов» і додаткову кваліфікацію «Викладач англійської мови».
- Кафедра міжкультурної комунікації та перекладу [Архівовано 1 жовтня 2020 у Wayback Machine.]

Кафедру міжкультурної комунікації та перекладу створено в березні 2008 p. шляхом поділу кафедри німецької філології. Наукові інтереси викладачів кафедри охоплюють широке коло проблем теорії і практики німецько-українського перекладу, жанрології, контрастивної граматики та міжкультурної комунікації. Результати наукової і навчально-методичної діяльності кафедри втілилися в низці монографій: «Заперечення як мовна універсалія: принципи, параметри, функціонування» (2005), «Мовленнєві жанри у міжкультурній комунікації» (2010) та навчальних посібників: «Довідник з граматики німецької мови» (2008), «Практикум з лексикології німецької мови» (2009), «Німецька мова. Граматика» (2009), «Практична граматика німецької мови» (2010), «Funktionalstilistik der deutschen Sprache»).  
- Кафедра перекладознавства і контрастивної лінгвістики імені Григорія Кочура

У березні 1998 року на факультеті іноземних мов створено новий навчальний підрозділ — кафедру перекладознавства і контрастивної лінгвістики. На підставі ухвали Вченої ради університету від 30 вересня 1998 року кафедрі присвоєно ім'я Григорія Порфировича Кочура, видатного теоретика і практика українського художнього перекладу. Проте почали вишкіл фахівців з англо-українського перекладу (усного та письмового) ще з 1996/1997 навчального року, що зумовлено щораз більшою потребою у кваліфікованих перекладацьких кадрах, які б повною мірою відповідали високим міжнародним вимогам у зв'язку з виходом України на світову арену. Чимало організацій і підприємств в Україні та поза її межами, а також її дипломатичні місії, консульства, посольства, міжнародні й регіональні організації потребують перекладачів високої кваліфікації, які б добре володіли робочими мовами, мали належну філологічну підготовку і навички двостороннього усного та письмового перекладу.
- Кафедра світової літератури [Архівовано 18 вересня 2020 у Wayback Machine.]

Кафедра світової літератури (перша її назва «кафедра західних літератур», а з 1949 р. «кафедра зарубіжних літератур») почала діяти при філологічному факультеті з 1944 р., коли було поновлено заняття у Львівському університеті. У структуру факультету іноземних мов вона ввійшла у 1950 році, а свою нинішню назву отримала у травні 1997 року. Своєю педагогічною діяльністю кафедра охоплює факультети Львівського національного університету імені Івана Франка, на яких читаються курси історії світової літератури (факультет іноземних мов, філософський факультет), курс дитячої літератури з методикою викладання (факультет педагогічної освіти) та відповідних національних літератур (факультет іноземних мов). Крім того, кафедра забезпечує викладання світової і національних літератур на гуманітарно-природничому факультеті Інституту післядипломної освіти. 
- Кафедра іноземних мов для природничих факультетів [Архівовано 30 вересня 2020 у Wayback Machine.]
- Кафедра іноземних мов для гуманітарних факультетів [Архівовано 20 березня 2020 у Wayback Machine.]

Кафедра іноземних мов є опорною кафедрою західного регіону України і діє на факультеті іноземних мов з 1959 року. Вона забезпечує викладання англійської та німецької мов на всіх факультетах Львівського університету. Крім того, вона допомагає кафедрам інших закладів вищої освіти вдосконалювати навчальний процес з іноземних мов, підтримує творчі контакти з  Волинським, Тернопільським педагогічними університетами і Тернопільською академією народного господарства.
У 1997 році кафедру іноземних мов реорганізували, на базі її створили 2 кафедри — кафедру іноземних мов для природничих факультетів та кафедру іноземних мов для гуманітарних факультетів.

## Відомі випускники
- Сенів Михайло Григорович (1945—2018) — український мовознавець, класичний філолог, Заслужений професор ДонНУ.
- Морозов Віктор Євгенович — український співак, композитор і перекладач
- Содомора Андрій Олександрович — український перекладач[1]